# La Résolution 687
La Résolution 687 est un roman d'espionnage de la série SAS, portant le no 121 de la série, écrit par Gérard de Villiers.
Publié en 1996 aux éditions Gérard de Villiers, il a été, comme tous les SAS parus au cours des années 1990, édité à 200 000 exemplaires.
L'action du roman se déroule au cours du deuxième semestre 1995, essentiellement en Jordanie et, au début, en Irak.

## Intérêt du roman et liens avec l'actualité
La résolution 687 du Conseil de sécurité des Nations unies qui donne son titre au roman est une résolution adoptée le 3 avril 1991 par le Conseil de sécurité des Nations unies au sujet de la fin de la première guerre du Golfe et l'inspection du pays par des agents spécialisés des Nations unies au sujet de cachettes éventuelles d'armes de destructions massives ou d'armes biologiques dans le pays. Le roman est lié aux informations que Hussein Kamel al-Majid pourrait livrer aux Nations unies.

## Personnages principaux
- Malko Linge.
- Hussein Kamel al-Majid.
- Fadel Afsour.
- Zahra Sirb.
- Randa Afsour.

## Résumé

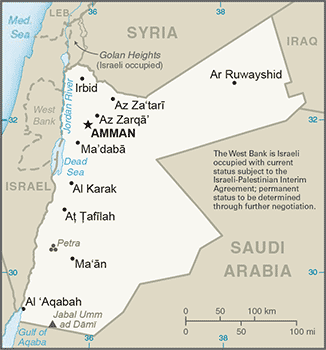
Carte de la Jordanie

### Début du roman
Le contexte du roman est le suivant : Saddam Hussein a eu trois filles. Deux d'entre elles ont fui l'Irak avec leurs époux. L'un de ces époux est Hussein Kamel al-Majid, qui avait été chargé par Saddam Hussein de la supervision du programme de construction d'armes de destruction massive et d'armes biologiques. La CIA se demande si Hussein Kamel al-Majid est un vrai transfuge, ou s'il s'agit d'une manipulation de Saddam Hussein visant à donner de faux renseignements aux Nations unies qui, dans le cadre de la Résolution 687 du Conseil de sécurité, peuvent procéder à des inspections de « sites sensibles » en Irak.
Or l'un des agents de la CIA en Irak, le polonais Tadeusz Zirkowski, a été assassiné en Jordanie dans des circonstances montrant qu'il avait découvert des choses qu'il n'aurait pas dû connaître. Malko est donc envoyé à Amman pour faire le point.

### Aventures
Malko commence son enquête et, aidé de Zahra Sirb, contacte la tribu de bédouins des Cha’alam qui se livrent à la contrebande dans les zones frontalières de la Jordanie et de l'Irak. Malko échappe à une tentative d'assassinat durant la nuit. Le jour suivant, il est fait prisonnier et est promis à une mort certaine. Par chance, il parvient à s'enfuir avec Zahra Sirb, tout en ayant découvert que cette tribu dispose d'un téléphone satellitaire Inmarsat, qu'il vole. Malko et Zahra sont sauvés par des hélicoptères jordaniens. Il découvre que les derniers appels émis de ce téléphone ont eu pour destinataire Fadel Afsour (chapitres 1 à 7).
Malko enquête sur ce dernier et sur son épouse, la belle et dangereuse Randa Afsour, irakienne ayant obtenu la nationalité égyptienne. Mais durant l'enquête de Malko, Randa Afsour se faire voler un sac en crocodile par un ouvrier égyptien. S'ensuit une « chasse au sac » entre Randa et Malko, avec au centre d'eux une servante philippine de Randa, Flor Balagan. Après une soirée chez les Afsour, Malko échappe de nouveau à une tentative de meurtre, organisée par Randa, qui é découvert que Malko recherchait aussi le sac. Malko parvient à retrouver Flor Balagan, puis l'ouvrier égyptien qui avait volé le sac, enfin le commerçant juif à qui l'égyptien avait revendu le sac. Malko s'empare du sac et du précieux document qu'il contient : un document bancaire du 10 août 1995 montrant un virement de 30 millions de dollars crédités à Hussein Kamel al-Majid après sa défection : ce dernier est donc un faux transfuge (chapitres 8 à 15).
Malko estime que Randa est le « maillon faible » pour manipuler Hussein Kamel al-Majid, d'autant plus qu'une enquête est en cours par les services secrets jordaniens (Moukhabarat) dirigés par le général Al Kaisi. Malko rencontre Randa et lui propose un marché : sa protection et celle de Hussein Kamel  par les États-Unis en contrepartie de la révélation des secrets des armes secrètes de Saddam Hussein. Randa demande à réfléchir. Quelques jours plus tard, alors que Hussein Kamel est dans sa voiture, un attentat se produit contre lui. Il en sort vivant, mais est persuadé que c'est Saddam Hussein qui a ordonné qu'on le liquide. Il décide de tout avouer aux Américains et leur révèle où sont cachées les armes bactériologiques en Irak. Mais l'attentat n'avait pas été ordonné par Saddam Hussein, mais par Randa, secondée par des bédouins (chapitres 16 à 19).

### Fin du roman
Les dernières pages du livre voient l'assassinat de Zahra Sirb par Randa Afsour suivi de sa fuite à travers le désert. Randa décide, en plein désert jordanien, de se suicider alors qu'elle tentait de rejoindre l'Irak et qu'elle allait être reprise par Malko et les forces armées jordaniennes (chapitre 20).

## Autour du roman
- Il s'agit du second voyage de Malko en Jordanie. Le précédent séjour avait eu lieu 25 ans auparavant (Massacre à Amman, SAS n°23, 1971) alors que la toute dernière page de ce roman affirmait que : « Il y avait peu de chance qu'il remette jamais les pieds en Jordanie ».
- L'une des scènes de torture du roman consiste à torturer la victime en lui injectant de l'acide sulfurique dans le corps. Dans une autre scène, il est question de transpercer les os du fémur avec une perceuse.
- Historiquement, Hussein Kamel est mort le 23 février 1996 : alors que Saddam Hussein avait accordé une pleine grâce pour ses deux filles et leurs époux, ces derniers, dès leur retour en Irak, ont été emprisonnés et sommés de divorcer. Une fois le divorce prononcé, ils ont été exécutés comme traîtres.